# Manfred Mayrhofer (Dirigent)
Manfred Mayrhofer (* 6. April 1944 in Lembach im Mühlkreis, Oberösterreich) ist ein österreichischer Dirigent.

## Leben
Manfred Mayrhofer studierte zunächst in Linz/OÖ- bei Eduard Arzt (Violine), Nikolaus Wiplinger (Klavier) und Helmut Eder (Komposition), an der Musikakademie Wien folgten Studien bei Hans Swarowsky. Von 1976 bis 1985 war er Erster Kapellmeister und Vize-Generalmusikdirektor am Musiktheater im Revier in Gelsenkirchen.
Von 1985 bis 1992 war er als Nachfolger von Roman Zeilinger Chefdirigent und künstlerischer Leiter des Bruckner Orchesters Linz sowie gleichzeitig Opernchef am Landestheater Linz. Anschließend arbeitete er an der Volksoper Wien und gastierte an deutschen Opernhäusern.
Mayrhofer konzertierte außerdem u. a. mit der Slowakischen Philharmonie, dem Brandenburgischen Staatsorchester und dem Ensemble Musica Bayreuth. Weiters gibt er Dirigierkurse.